# Électryone
Dans la mythologie grecque, Électryone (en grec ancien Ἠλεκτρυώνη) ou Alectrona (forme en dorien) est la seule fille de Hélios, le soleil, et de Rhodé. Elle est morte vierge et a été vénérée comme héroïne sur l'île de Rhodes.

## Famille
Électryone est la seule fille de Hélios et Rhodé, ce qui fait d'elle également la petite-fille des titans Hyperion et Théia de par son père et celle des dieux Poséidon et Amphitrite de par sa mère.
Les mythes donnent à Électryone sept frères : Ochimos, Cercaphos, Macarée, Actis, Ténagès, Triopas et Candalos.
Elle a également, de par son père, de nombreux demi-frères (Phaeton, Éétès et Persès) et demi-sœurs (les Charites, les Héliades, Circé, Pasiphaé, Lampétie et Phaéthuse).

## Rôle possible
Elle était peut-être une déesse du lever du soleil ou du sens de l'état de veille de l'homme. En effet, la forme dorique de son nom s'apparente au mot grec pour «coq» (Alectrona, le génitif féminin de Αλεκτορ, Alektor, l'ancien mot grec pour «coq»), tandis que la forme attique Electryone s'apparente au mot «ambre "(Ἠλέκτρα, Elektra), comme dans la couleur ambrée du lever du soleil. 

## Inscriptions et temple
Une tablette de marbre du IIIe siècle av. J.-C. trouvée à Ialyssos contient une inscription sur les règlements pour les visiteurs du temple d'Électryone.
Loi [concernant] ce qui n'est pas saint de faire entrer ou d'apporter dans le temple et l'enceinte sacrée d'Électryone. Aucun cheval, âne, mulet, jenny ou tout autre animal à crinière ne peut entrer, et personne ne peut en amener un ici; et personne ne peut entrer avec des chaussures ou quoi que ce soit en peau de porc. Quiconque méconnaît cette loi, qu'il purifie le sanctuaire et l'enceinte sacrée, et offre en plus un sacrifice; ou qu'il soit coupable d'irréligion [c'est-à-dire soumis à la malédiction qui hante ceux qui méprisent, déshonorent ou désobéissent aux dieux]. Si des brebis errent [dans le temple], celui qui les y a conduites paiera une amende d'une obole par brebis. Quiconque le veut peut signaler toute infraction à ces règles aux Mastroi [les responsables du temple].
Tablette de marbre du IIIe siècle avant notre ère